# Nireo
Nireo (in greco antico: Νιρεύς?, Nireas) è un personaggio della mitologia greca. Fu re di Simi ed un capo acheo nella guerra di Troia.

## Genealogia
Era figlio di Caropo e della ninfa Aglea.
Non ci sono notizie su spose o progenie.

## Mitologia
Di origini semidivine, governava sull'isola di Simi. Era un giovane di straordinaria avvenenza ed Omero racconta che per bellezza fosse secondo solo ad Achille tra tutti i guerrieri greci che lottarono nella guerra di Troia.

Come numerosi altri pretendenti desiderò sposare Elena che però divenne sposa di Menelao. 
Nireo, legato per un giuramento quando la donna fu rapita da Paride, si unì alla flotta achea con un ausilio di solo tre navigli come si legge dal Catalogo della Navi nell'Iliade.
Durante lo sbarco in Misia, gli Achei si scontrarono con Telefo (figlio di Eracle e re della Misia) che mosse il suo esercito e quello di donne guerriere guidato da sua moglie Laodice (o Iera od Astioca) contro di loro. Nireo uccise Laodice e vide Telefo essere colpito da una lancia di Achille.
Secondo la tradizione più diffusa, Nireo venne ucciso la notte della caduta di Troia da Euripilo, figlio di Telefo, il quale era giunto in aiuto di Priamo dalla Misia, insieme ai suoi uomini. 
(Commento di Euripilo a Nireo morente. Quinto Smirneo, Posthomerica, libro VI.)
I Greci lo seppellirono con onore. Pare che in epoca storica moltissimi viaggiatori si fermassero nella Troade ad ammirare la sua presunta tomba. 
Una seconda versione sostiene che Nireo non morì ucciso in questa guerra ma che avesse accompagnato l'amico Toante nei suoi viaggi, dopo la presa di Troia.